# Coteaux (Mulhouse)
Pour les articles homonymes, voir Les Coteaux.
Le quartier des Coteaux, est à la fois un quartier populaire, un pôle universitaire et une zone d'activité tertiaire, situé à Mulhouse, entre les communes de Brunstatt-Didenheim et Morschwiller-le-bas à l'ouest et au sud et les quartiers de Dornach et Haut-Poirier au nord et à l'est.
Il accueille une extension du campus de l'Illberg, appelée Campus des Collines sur lequel est notamment implanté l'institut universitaire de technologie de Mulhouse. Le quartier est aujourd'hui une zone franche afin d'y favoriser la création de nouveaux emplois et l'implantation de nouvelles entreprises. C'est ainsi que la ville y a installé son plus grand pôle tertiaire, appelé le Parc des Collines qui emploie plus de 2 500 personnes.

## Histoire
Le terrain est classé comme zone à urbaniser en priorité (ZUP) en 1959 afin d'y loger une population ouvrière grandissante en y bâtissant des immeubles. La partie quartier des Coteaux qui est composée de logements sociaux est ainsi parfois encore aujourd'hui appelé ZUP de Mulhouse. Il a été construit sur un terrain agricole qui appartenait anciennement au ban communal de la commune de Dornach, rattachée à Mulhouse en 1914 et dont la partie qui était alors déjà urbanisée forme l'actuel quartier mulhousien de Dornach. 
Classé quartier prioritaire, il compte 8 117 habitants en 2018.
Depuis 2006, le quartier des Coteaux est le terminus de la ligne 2 du tramway de Mulhouse. Ainsi, les habitants du quartier ne sont plus qu'à 14 minutes du centre-ville de Mulhouse. Depuis juillet 2021, le quartier des Coteaux est reliés au Centre-ville de Mulhouse grâce au tramway (ligne 2) et au bus ( lignes C6, 16, 14).

## Sécurité

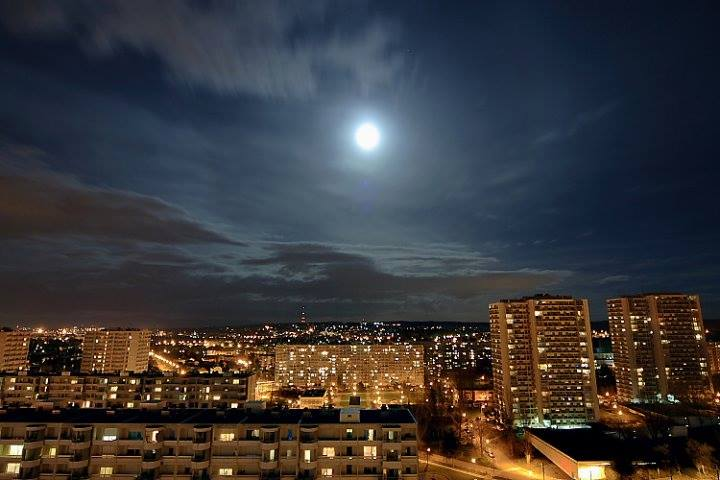
Le quartier Les Coteaux la nuit

Le quartier dans son ensemble est classé depuis 2013 en zone de sécurité prioritaire, avec renforcement des effectifs de la police nationale. En effet, le quartier « souffre plus
que d’autres d’une insécurité quotidienne et d’une délinquance enracinée » et « connaît depuis quelques années une dégradation importante de ses conditions de sécurité », ce qui a été identifié comme tel par le Ministère de l'Intérieur du Gouvernement Jean-Marc Ayrault, permettant ainsi à ce territoire de bénéficier de policiers supplémentaires.

## Campus des Collines
Le campus des Collines a été construit en 1966 et inauguré en 1968. À l'origine, il accueillait l'IUT de Mulhouse-Colmar avec 157 étudiants, puis fut agrandi à plusieurs reprises. En 1993, a branche colmarienne quitte le campus mulhousien. En 2022, le campus permet à 1 300 étudiants d'effectuer leurs études dans l'un des 6 départements que compte aujourd'hui l'institut universitaire de technologie de Mulhouse.